# Synanthedon velox
Synanthedon velox is een vlinder uit de familie wespvlinders (Sesiidae), onderfamilie Sesiinae.
Synanthedon velox is voor het eerst wetenschappelijk beschreven door Fixsen in 1887. De soort komt voor in het Palearctisch gebied.